# عارف العارف
عارف العارف (عربی: عارف العارف؛ ۱ ژانویهٔ ۱۸۹۱ – ۳۰ ژوئیهٔ ۱۹۷۳) روزنامه‌نگار، نویسنده، مورخ و سیاستمدار فلسطینی از خانواده اصیل است. او در سال ۱۸۹۱ در بیت‌المقدس متولد شد و در استانبول تحصیل کرد و تا زمان پیوستن به ارتش عثمانی در جنگ جهانی اول به انجمن ادبی پیوست. او دستگیر شد و سه سال در زندان زندانیان جنگی در کراسنویارسک، سیبری بسر برد، او پس از انقلاب روسیه فرار کرده و به فلسطین بازگشت.

## پس از جنگ جهانی اول
عارف العارف اولین روزنامه فلسطینی را که پس از جنگ جهانی اول را منتشر کرد، این یک روزنامه سیاسی سوریه بود که از سال ۱۹۱۹ در بیت‌المقدس منتشر می‌شد را ، منتشر کرد و صفحات این روزنامه به یک درگیری نظامی جهت‌گیری داشت، اما خشونت‌آمیز و خونین علیه صهیونیسم نبود، و ترکیبی از جهت‌گیری‌های سیاسی برای وحدت سوریه و یک ملت فلسطینی بود. او پس از خشونتهای سال ۱۹۲۰ توسط انگلیسی‌ها دستگیر شد.
همراه با حج امین الحسینی، به سوریه فرار کرد. او به‌طور غیابی به‌اتهام تحریک به رفتار خشونت‌بار به ۱۰ سال زندان محکوم شد. روزنامه سوریه جنوبی در سال ۱۹۲۰ توسط انگلیسی‌ها بسته شد. العارف در سال ۱۹۲۹ به فلسطین بازگشت. او از ۱۹۳۳ تا ۱۹۴۸ او تحت نظر انگلیس قرار داشت.
پس از تقسیم فلسطین در سال ۱۹۴۸، او به عنوان یک افسر وزیر در دولت اردن خدمت کرد و از ۱۹۵۰ تا ۱۹۵۵ شهردار بیت‌المقدس (بیت‌المقدس شرقی) شد و در سال ۱۹۶۳ بعنوان مدیر موزه راکفلر در بیت‌المقدس منصوب شد.

## کتاب‌های او
تاریخ هفت چاه و قبایل آن (یک نسخه از آن توسط نویسنده در ۲۷ اوت ۱۹۴۱ در کتابخانه خصوصی دکتر اکرم حمدان در خانه‌اش در لندن امضا شده است)
- تاریخ مفصل بیت‌المقدس
- تاریخچه کوه بیت‌المقدس
- تاریخچه غزه
- قضاوت در میان بدویان
- مسیحیت در بیت‌المقدس
- خلاصه ای از تاریخ عسقلان
- مصبت فلسطین و بهشت گم شده در پنج جلد، و سایر آثار و ترجمه‌ها[۴][۵]

## درگذشت
عارف العارف در ۳۰ ژوئیه ۱۹۷۳ در رام‌الله درگذشت.